# 石原藤夫
石原 藤夫（いしはら ふじお、1933年〈昭和8年〉4月1日 -）は、日本の小説家、SF作家、サイエンス・ライター、SF書誌研究家、通信工学者（工学博士）である。2000年ごろ、インターネット上で保守的な発言を始めた頃から、過去の自作に因んで“オロモルフ”と名乗り始めた。
ハードSF研究所、SF資料研究会主宰。日本文芸家協会、日本推理作家協会、日本SF作家クラブなどの会員。靖国神社崇敬奉賛会終身会員。元玉川大学教授。論文特許多数あり。
遠縁に社会主義者の沖野岩三郎。

## 人物
東京府東京市（現在の東京都渋谷区原宿）生まれ。歯科医の長男としてうまれる。母親は同志社大学卒業で、吉屋信子の英語の家庭教師をしたこともある。
原宿国民学校、都立新宿高等学校卒業。早稲田大学理工学部電気通信学科卒。日本電信電話公社 (NTT) に入社。NTT研究所・電波研究室長を経て玉川大学教授。定年にて教授職を退官の後は執筆活動とマイクロ波研究に専念。専門はマイクロ波導波管回路素子。

### SF小説
1965年（昭和40年）に、ユーモラスなキャラクターに、科学的に緻密な異世界を設定した作品『高速道路』（のちに『ハイウェイ惑星』と改題）を同人誌『宇宙塵』に掲載後、『SFマガジン』に転載されSF作家としてデビュー。以降、厳密な科学的設定に基づいたSF作品を発表しており、日本SF界有数のハードSFの書き手のひとりと評価されている。科学に強いSF作家を求めていた、当時の『SFマガジン』編集長の福島正実は、石原の出現を大変に喜んだという。なお、この作品は同一登場人物で、様々な惑星を訪問する続編が書かれてシリーズ化されて「惑星シリーズ」と呼ばれ、石原の代表作となった。
非シリーズ作品としては、情報化社会を予見した長編『コンピュータが死んだ日』（1976年）や、応用数学的世界を旅する宇宙船を描いた異色の連作短編集『宇宙船オロモルフ号の冒険』（1982年）などがある。
また、「宇宙を舞台にしたSF」が、実際の恒星間の位置関係と無関係に描かれていることに気づき、「太陽を中心とする半径30光年（のち50光年）以内の宇宙空間」を「光世紀世界」と名づけて、その空間の情報を「SF作家のパブリック・ドメイン」として提供。自身もその世界を舞台とした作品を発表した。
一方、科学解説書も多数発表。
2013年、他のベテラン作家とともに、日本SF作家クラブの名誉会員となる。

### SFファンとしての活動
1968年には小松左京の提唱により、大宮信光・柴野拓美らと「SFファン科学勉強会」を結成。
また、1979年（昭和54年）に「ハードSF研究所」を創設し、ハードSFの研究・普及活動を行った。石原が編集・発行しているファンジンである「ハードSF研究所」の公報が、2021年2月には205号を発行し、柴野拓美が主宰していたファンジン宇宙塵の最終号数の204号を超えた。2022年現在も、「ハードSF研究所」の公報を発行し続けている。日本で一番多くおそらく世界でも一番多く刊行されたSFファンジンとなっている。
SFの書誌研究についても第一人者で、自宅には約10万冊のSF関連書籍を保有し、『SF図書解説総目録』等を発表している。また、2012年現在は、SFファンジンの電子化保存作業を行っている。
2021年度、SFファンダムでの活動により、柴野拓美記念・日本SFファンダム賞(略称：柴野章)を受賞。

### 保守
2000年頃から、著書及び自身のホームページ（最初は「掲示板」からスタート）で、SF作家としての活動期にはみられなかった保守主義的な発言を続けるようになった。たとえば40年振りの皇族男子である悠仁親王誕生直前には、皇位継承問題に関して「生殖医療での皇統の存続を検討すべきでは」と主張していた。

### 私生活
趣味は都々逸の作成。また、中日ドラゴンズ及び将棋の熱心なファンである。

## 受賞
- 1982年、SFファン活動における功績にたいして柴野拓美賞を受賞。
- 1985年、『光世紀の世界』で第16回星雲賞ノンフィクション部門を受賞。
- 1986年、SF資料研究会名義の『奇想天外(旧・新・別冊)／SF宝石インデックス・フィクション編』で、SFファンジン大賞・研究部門を受賞。
- 1987年、『SFマガジン』連載コラム「石原博士のＳＦ研究室」で第18回星雲賞ノンフィクション部門を受賞。
- 1991年、『SF図書解説総目録』および『「SFマガジン」インデックス』編纂の功績で第12回日本SF大賞特別賞を受賞[7]。
- 1993年、SF資料研究会名義の『電子版SF図書解説総目録(1946-90年)』でSFファンジン大賞・大賞を受賞。
- 1998年、『SF雑誌データベース ver.01』でSFファンジン大賞・研究部門を受賞。
- 2000年、『SF書籍データベース』でSFファンジン大賞・大賞を受賞。
- 2021年、SFファン活動への功績により柴野拓美章を受章した。

## 作品リスト

### SF小説
- 「惑星」シリーズ
  - 『ハイウェイ惑星』早川書房〈ハヤカワ・SF・シリーズ〉、1967年12月。
    - 「ハイウェイ惑星」「安定惑星」「空洞惑星」「バイナリー惑星」「高い音低い音」「夢見る宇宙人」「天使の星」収録
      - 『ハイウェイ惑星』早川書房〈ハヤカワ文庫 JA〉、1975年4月。
        - 「ハイウェイ惑星」「安定惑星」「空洞惑星」「バイナリー惑星」「イリュージョン惑星」収録

  - 『ストラルドブラグ惑星』早川書房〈ハヤカワ文庫 JA〉、1975年12月。
    - 「システム化惑星」「コンピューター惑星」「エラスティック惑星」「ストラルドブラグ惑星」「パラサイト惑星」「愛情惑星」収録

  - 『ブラックホール惑星』早川書房〈ハヤカワ文庫 JA〉、1979年1月。
    - 「ブラックホール惑星」「ホワイトホール惑星」「情報惑星」収録

  - 『タイムマシン惑星』早川書房〈ハヤカワ文庫 JA〉、1981年10月。
    - 「タイムマシン惑星」収録

  - 『アンテナ惑星』早川書房〈ハヤカワ文庫 JA〉、1982年3月。
    - 「海神惑星」「ホイール惑星」「アンテナ惑星」収録

  - 『ヒノシオ号の冒険　惑星シリーズ・ベストコレクション』徳間書店〈徳間文庫〉、1982年7月。ISBN 4-19-577328-8。
    - 「空洞惑星」「バイナリー惑星」「イリュージョン惑星」「システム化惑星」「エラスティック惑星」「パラサイト惑星」「愛情惑星」

  - 『ハイウェイ惑星　惑星調査艇ヒノシオ号の冒険』徳間書店〈徳間デュアル文庫〉、2001年2月。ISBN 4-19-905036-1。
    - 「ハイウェイ惑星」「安定惑星」「空洞惑星」「バイナリー惑星」「ブラックホール惑星」
- 『画像文明』早川書房〈ハヤカワ・SF・シリーズ〉、1968年12月。
  - 「解けない方程式」「画像文明」「イリュージョン惑星」「愛情惑星」「パラサイト惑星」「銀河を呼ぶ声」を収録
    - 『画像文明』早川書房〈ハヤカワ文庫〉、1976年3月。
      - 「高い音低い音」「夢見る宇宙人」「天使の星」「解けない方程式」「画像文明」「銀河を呼ぶ声」
- 『生きている海』早川書房〈ハヤカワ・SF・シリーズ〉、1970年12月。
  - 『生きている海』早川書房〈ハヤカワ文庫 JA〉、1977年2月。
    - 「生きている海」「時間と空間の涯」「地球の子ら」「書物未来」「読書の習慣」「なべてどの世も不安定」「先駆者の述懐」「助かった三人」「宇宙の歴史」「未来の大発明」「トイレット惑星」「人類の進化」「タンポポ・ハウス」「時間の輪」「情報エリート」「セックス電話時代」「テレビ教育時代」
- 『新電気未来物語』栄光出版社、1971年8月。
- 『コンピュータが死んだ日』光文社〈カッパ・ノベルス〉、1972年1月。
  - 『コンピュータが死んだ日』早川書房〈ハヤカワ文庫 JA〉、1976年11月。
  - 『コンピュータが死んだ日』徳間書店〈徳間文庫〉、1983年8月。ISBN 4-19-577508-6。
- 『銀河を呼ぶ声』徳間書店〈徳間文庫〉、1981年9月。
  - 「時間と空間の涯」「生きている海」「銀河を呼ぶ声」「解けない方程式」「夢見る宇宙人」「天使の星」収録
- 『ランダウの幻視星　光世紀パトロール・シリーズ』徳間書店、1981年12月。ISBN 4-19-122402-6。
  - 『光世紀パトロール』徳間書店〈徳間文庫〉、1986年3月。ISBN 4-19-578039-X。
- 『宇宙船オロモルフ号の冒険』早川書房、1982年4月。
  - 『宇宙船オロモルフ号の冒険』早川書房〈ハヤカワ文庫 JA〉、1984年8月。
- 『横須賀カタパルト』徳間書店、1982年7月。ISBN 4-19-122543-X。
  - 「サイズモ男」「ブーメランの円筒宇宙」「横須賀カタパルト」収録
- 『地球の子ら』徳間書店〈徳間文庫〉、1984年4月。ISBN 4-19-577631-7。
  - 「画像文明」「地球の子ら」「情報エリート」「セックス電話時代」「コンピュータ時代」「偽作「モンキー・レンチ」」「水色の月」「テレビ教育時代」
- 『海洋未来物語』 1巻、SF資料研究会、1987年9月。
- 『海洋未来物語』 2巻、SF資料研究会、1987年9月。
- 『石原藤夫全集　小説篇01』SF資料研究会、1997年4月。
  - 『石原藤夫全集　小説篇02』SF資料研究会、1997年4月。
- 『石原藤夫全集　論文篇01』SF資料研究会、1997年4月。
  - 『石原藤夫全集　論文篇02』SF資料研究会、1997年11月。
  - 『石原藤夫全集　論文篇03』SF資料研究会、1997年11月。
  - 『石原藤夫全集　論文篇04』SF資料研究会、1997年11月。

### アンソロジー収録作品
- 「ハイウェイ惑星」、『日本のSF　短篇集　現代篇』石川喬司・福島正実編、早川書房〈世界SF全集　第35巻〉、1969年4月。ISBN 4-15-200035-X。
- 「高い音低い音」、『宇宙船夢からの脱走　5分間SF傑作集』筒井康隆監修、新風出版社、1969年11月。
- 「無抵抗人間」、福島正実 編『超世界への旅　日本のSF短編集』岩崎書店〈SF少年文庫17〉、1972年。
- 「ハイウェイ惑星」、筒井康隆 編『60年代日本SFベスト集成』徳間書店〈Tokuma novels〉、1976年。
  - 「ハイウェイ惑星」、筒井康隆 編『日本SFベスト集成. 1960年代』徳間書店、1979年10月。
  - 「ハイウェイ惑星」、筒井康隆 編『'60年代日本SFベスト集成』徳間書店〈徳間文庫〉、1980年10月。
  - 「ハイウェイ惑星」、筒井康隆 編『'60年代日本SFベスト集成』筑摩書房〈ちくま文庫〉、2013年3月。
- 「解けない方程式」、福島正実 編『日本SFの世界』角川書店、1977年5月。
- 「助かった二人」、柴野拓美 編『宇宙塵傑作選　日本SFの軌跡』 1巻、出版芸術社、1997年11月。ISBN 4-88293-147-8。
- 「安定惑星」、夢枕獏、大倉貴之 編『暗黒宇宙の謎』 第5巻、リブリオ出版〈日本SF・名作集成　大きな活字で読みやすい本〉、2005年4月。ISBN 4-86057-184-3。
- 「イリュージョン惑星」、日下三蔵 編『日本SF全集』出版芸術社〈第1巻（1957-1971）〉、2006年10月。ISBN 978-4-88293-344-1。
- 小松左京との対談「情報社会サバイバル術」、小松左京『小松左京対談集 二十一世紀学事始』鎌倉書房、1978年7月。
  - 小松左京『異常気象・二十一世紀学事始・地球社会学の構想』城西国際大学出版会〈小松左京全集 完全版 35〉、2009年11月。ISBN 978-4-903624-35-8。
- 「ハイウェイ惑星」、日本SF作家クラブ 編『日本SF短篇50 I』早川書房〈ハヤカワ文庫〉、2013年。

### SF科学研究書
- 『SF相対論入門　宇宙旅行と四次元の世界』講談社〈ブルーバックス〉、1971年9月。
- 『SFロボット学入門』早川書房、1971年11月。
  - 『SFロボット学入門』早川書房〈ハヤカワ文庫 JA〉、1981年2月。
- 『銀河旅行　恒星間飛行は可能か』講談社〈ブルーバックス〉、1979年2月。
- 『銀河旅行　part 2』講談社〈ブルーバックス〉、1979年3月。
- 『SF作家の近未来科学読本　人間と科学はどこに行きつくか』PHP研究所、1982年11月。
- 『ニュートンとアインシュタイン』早川書房〈ハヤカワ文庫 JA〉、1983年3月。
- 『銀河旅行と特殊相対論　スターボウの世界を探る』講談社〈ブルーバックス〉、1984年12月。ISBN 4-06-118190-4。
- 『銀河旅行と一般相対論　ブラックホールで何が見えるか』講談社〈ブルーバックス〉、1986年12月。ISBN 4-06-132672-4。
- 『《光世紀世界》への招待　近距離の恒星をさぐる』裳華房〈ポピュラー・サイエンス〉、1994年6月。ISBN 4-7853-8599-5。
- 『《光世紀世界》の歩き方　近距離恒星の3Dガイドマップ』裳華房〈ポピュラー・サイエンス〉、2002年11月。ISBN 4-7853-8753-X。

### 星図・星表
- 『光世紀の世界』早川書房、1984年11月。
  - 『光世紀の世界』（フロッピイ版）SF資料研究会、1985年4月。
  - 『光世紀の世界』（改訂版）早川書房、1985年11月。
  - 『光世紀の世界』（フロッピイ版）SF資料研究会、1987年7月。
  - 『光世紀の世界』（フロッピイDOS版）SF資料研究会、1993年4月。

### SF書誌
- 石原藤夫 編『SFマガジン　インデックス　1-100』SF資料研究会、1967年12月。
  - 石原藤夫 編『SFマガジン　インデックス　1-100補遺』SF資料研究会、1968年7月。
  - 石原藤夫 編『SFマガジン　インデックス　1-100増補版』SF資料研究会、1968年7月。
  - 石原藤夫 編『SFマガジン　インデックス　1-100増補改訂版』SF資料研究会、1980年4月。
- 石原藤夫 編『SFマガジン　インデックス　101-170』SF資料研究会、1973年12月。
- 石原藤夫 編『SFマガジン　インデックス　101-200増補改訂版』SF資料研究会、1981年4月。
- 石原藤夫 編『SFマガジン　インデックス　201-300フィクション篇』SF資料研究会、1985年8月。
- 石原藤夫 編『SF図書解説総目録　昭和20年9月-昭和43年8月』シャンブロウ・プレス、1969年3月。
- 石原藤夫 編『SF図書解説総目録　続（昭和43年9月-昭和46年3月）』SF資料研究会、1971年10月。
- 石原藤夫 編『SF図書解説総目録　1946-70年』 上（増補改訂版）、SF資料研究会、1982年7月。
- 石原藤夫 編『SF図書解説総目録　1946-70年』 下（増補改訂版）、SF資料研究会、1996年8月。
- 石原藤夫 編『SF図書解説総目録　1971-1980年』 上、SF資料研究会、1989年1月。
- 石原藤夫 編『SF図書解説総目録　1971-1980年』 下、SF資料研究会、1991年1月。
- 石原藤夫 編『SF図書解説総目録　1946-80年』（データベース・フロッピイ版）SF資料研究会、1993年9月。
- 石原藤夫 編『奇想天外（旧・新・別冊）／ＳＦ宝石　インデックス　フィクション篇』SF資料研究会、1986年4月。
- 石原藤夫 編『SF雑誌データベース』（CD-ROM版）SF資料研究会、1998年6月。
- 石原藤夫 編『SF書籍データベース』（CD-ROM版）SF資料研究会、1999年6月。

### ノンフィクション
- 『電気通信研究所ミリメートル波シンポジウム講演論文集』日本電信電話公社電気通信研究所、1968年。
- 『SF DIARY'71』SF資料研究会、1970年12月。
- 『SF DIARY'74』SF資料研究会、1973年12月。
- 『はじめてのパソコン』講談社〈講談社現代新書〉、1987年3月。ISBN 4-06-148847-3。
- 『国際通信の日本史　植民地化解消へ苦闘の九十九年』東海大学出版会、1999年12月。ISBN 4-486-01482-0。
  - 『国際通信の日本史　植民地化解消へ苦闘の九十九年』栄光出版社、2008年8月。ISBN 978-4-7541-0109-1。
- 『卑彌呼と日本書紀』栄光出版社、2001年11月。ISBN 4-7541-0041-7。
  - 『卑彌呼と日本書紀』（改訂版）栄光出版社、2001年12月。
  - 『卑彌呼と日本書紀』（増補改訂版）栄光出版社、2004年6月。
- 『靖國神社一問一答』展転社、2002年12月。ISBN 4-88656-226-4。
  - 『靖國神社一問一答』（改訂版）展転社、2003年2月。
- 『卑弥呼・一問一答』栄光出版社、2004年2月。ISBN 4-7541-0058-1。
  - 『卑弥呼・一問一答』（改訂版）栄光出版社、2004年5月。
- 『女性天皇の歴史』栄光出版社、2004年3月。ISBN 4-7541-0059-X。
  - 『女性天皇の歴史』（改訂版）栄光出版社、2004年5月。
- 『皇統の危機に思う』栄光出版社、2006年4月。ISBN 978-4-7541-0079-7。
- 『靖国神社に参拝しよう』栄光出版社、2006年4月。ISBN 4-7541-0078-6。
- 『発明特許の日本史　礎石を置いた高橋是清と高峰讓吉の人生』栄光出版社、2008年4月。ISBN 978-4-7541-0107-7。
- 『国際通信の日本史―植民地化解消へ苦闘の九十九年』栄光出版社、2010年4月。ISBN 978-4-7541-0109-1。

### 共著
- クライン・ユーベルシュタイン『ドラえもん式サイエンス・テクノロジー入門』創拓社〈バクの本 Baku science〉、1983年6月。
- 金子隆一『相対性理論なるほどゼミナール　科学オンチ版』日本実業出版社、1984年4月。ISBN 4-534-00934-8。
- 金子隆一『超人工知能　人類の後継者は「ヒト」か「機械」か』PHP研究所〈21世紀図書館 68〉、1985年11月。ISBN 4-569-21650-1。
- 金子隆一『SF　キイ・パーソン＆キイ・ブック』講談社〈講談社現代新書〉、1986年5月。ISBN 4-06-148815-5。 - ハードSFに重点を置いて書かれたSF論、英米SF史。
- 福江純『SFを科学する　どこまで真実？どこまで虚構？』講談社〈ブルーバックス〉、1987年10月。ISBN 4-06-132704-6。
- 大島泰郎、寿岳潤・滝沢守・平林久・松田卓也・森本雅樹・横尾広光共著 著、立風書房 編『科学者たちのまじめな宇宙人探し』立風書房、1990年12月。ISBN 4-651-74508-3。
- 金子隆一『軌道エレベーター　宇宙へ架ける橋』裳華房〈ポピュラーサイエンス〉、1997年8月。ISBN 978-4-78-538665-8。
  - 金子隆一『軌道エレベーター　宇宙へ架ける橋』早川書房〈ハヤカワ文庫 NF354〉、2009年7月。ISBN 978-4-15-050354-3。

### 翻訳
- スタンリー・シュミット、ロバート・ズブリン 編『未来宇宙技術講義　火星地球化計画から恒星間移動システムまで』山本菊男共訳、三田出版会、1997年11月。ISBN 4-89583-211-2。

### 文庫解説
- 堀晃『梅田地下オデッセイ』早川書房〈ハヤカワ文庫 JA〉、1981年2月。 - 石原に続く「第二のハードSF作家」として出現した堀晃には強い同志観をもっており、SF出版史上空前絶後といわれる長大で、また本格的な堀晃論となっている解説（図面入り60頁）を寄せた。
- 小松左京『結晶星団』（1980年、角川文庫） - 「撫象式小松左京論」
- 小松左京『首都消失』（1986年、徳間文庫）